# 30 دقيقة بعد منتصف الليل (فلم)
30 دقيقة بعد منتصف الليل (بالإنجليزية: Zero Dark Thirty) هو فيلم تشويق وحركة أمريكي من إخراج وإنتاج كاثرين بيغلو مع سيناريو كتبه مارك بوال ومن بطولة جيسيكا جاستاين وجيسون كلارك وجويل إجيرتون ومارك سترونج وكريس برات وكايل تشاندلر. الفيلم يؤرخ الجهود الأمريكية لاعتقال أو قتل أسامة بن لادن. عرض الأول في لوس أنجلوس، كاليفورنيا في 18 ديسمبر 2012، وعالمياً في 11 يناير 2013.
صدر الفيلم مع إشادة على مستوى واسع من النقاد ورشح لخمس جوائز أوسكار في الحدث ال85 من ضمنها أفضل فيلم وأفضل ممثلة (جيسيكا جاستاين) وأفضل سيناريو أصلي. وكسب أيضاً أربع ترشيحات لجوائز الغولدن غلوب من ضمنها أفضل فيلم درامي وأفضل مخرجة وأفضل ممثلة لجيسيكا جاستاين. تعرض الفيلم لانتقادات واسعة لمشاهد التعذيب المزعومة واحتوائه على معلومات غير صحيحة.

## وصلات خارجية
- مقالات تستعمل روابط فنية بلا صلة مع ويكي بيانات
- الموقع الرسمي للفيلم